# دون جونسون (لاعب كرة قاعدة)
دون جونسون (بالإنجليزية: Don Johnson)‏ هو لاعب كرة قاعدة أمريكي، ولد في 7 ديسمبر 1911 في شيكاغو في الولايات المتحدة، وتوفي في 6 أبريل 2000 في لاغونا بيتش في الولايات المتحدة.

## وصلات خارجية
- دون جونسون على موقع دوري كرة القاعدة الرئيسي (الإنجليزية)
- دون جونسون على موقعبيزبول رفرنس.كوم (الدوري الرئيسي) (الإنجليزية)